# غالاشكي
غالاشكي (بالروسية: Галашки) هي مدينة في جمهورية إنغوشيتيا في روسيا.